# Hoofdklasse hockey heren 2005/06
Het seizoen 2005/06 was de 33ste editie van de Nederlandse herenhoofdklasse hockey. De competitie begon op 23 augustus 2005 met de wedstrijd Rotterdam-Bloemendaal en eindigde op 7 mei 2006. 
De nieuwkomers dit seizoen waren Rotterdam en Eindhoven. Zij vervingen de in het voorgaande jaar gedegradeerde clubs Breda en Kampong.
Bloemendaal werd landskampioen en Laren degradeerde rechtstreeks naar de Overgangsklasse.

## Eindstand
Na 22 speelronden was de eindstand:
| #  | Club              | GS | W  | G | V  | P  | DV      | DT      | DS  |
| -- | ----------------- | -- | -- | - | -- | -- | ------- | ------- | --- |
| 1  | Bloemendaal       | 22 | 17 | 3 | 2  | 54 | 98 - 31 | 98 - 31 | +67 |
| 2  | Amsterdam         | 22 | 15 | 4 | 3  | 49 | 69 - 41 | 69 - 41 | +28 |
| 3  | SCHC              | 22 | 13 | 4 | 5  | 43 | 71 - 49 | 71 - 49 | +22 |
| 4  | Oranje Zwart      | 22 | 13 | 2 | 7  | 41 | 69 - 50 | 69 - 50 | +19 |
| 5  | Klein Zwitserland | 22 | 12 | 5 | 2  | 41 | 68 - 48 | 68 - 48 | +20 |
| 6  | Den Bosch         | 22 | 9  | 3 | 10 | 30 | 61 - 60 | 61 - 60 | +1  |
| 7  | Tilburg           | 22 | 8  | 4 | 10 | 28 | 59 - 60 | 59 - 60 | -1  |
| 8  | Rotterdam         | 22 | 7  | 5 | 10 | 26 | 56 - 61 | 56 - 61 | -5  |
| 9  | Pinoké            | 22 | 7  | 2 | 13 | 23 | 41 - 67 | 41 - 67 | -26 |
| 10 | HGC               | 22 | 6  | 3 | 13 | 21 | 36 - 63 | 36 - 63 | -27 |
| 11 | Eindhoven         | 22 | 2  | 4 | 16 | 10 | 41 - 85 | 41 - 85 | -44 |
| 12 | Laren             | 22 | 2  | 3 | 17 | 9  | 36 - 90 | 36 - 90 | -54 |

### Legenda
| Afk.        | Betekenis                                                                      |
| ----------- | ------------------------------------------------------------------------------ |
| GS          | aantal gespeelde wedstrijden                                                   |
| W           | aantal gewonnen wedstrijden                                                    |
| G           | aantal gelijk gespeelde wedstrijden                                            |
| V           | aantal verloren wedstrijden                                                    |
| P           | totaal aantal punten                                                           |
| DV          | aantal gemaakte doelpunten                                                     |
| DT          | aantal doelpunten tegen                                                        |
| DS          | doelsaldo                                                                      |
| Bloemendaal | Landskampioen Bloemendaal plaatst zich voor de Europacup I 2007                |
| Amsterdam   | Verliezend play off-finalist Amsterdam plaatst zich voor de Europacup II 2007  |
| SCHC        | SCHC en Oranje Zwart hebben zich alleen weten te plaatsen voor de play offs    |
| HGC         | HGC en Eindhoven hebben zich weten te handhaven dankzij winst in de play offs. |
| Laren       | Laren is rechtstreeks gedegradeerd                                             |

## Uitslagen reguliere competitie
Informatie: Zonder de Play Offs.

De thuisspelende ploeg staat in de linkerkolom.
|                   | AMS | BLO | EIN | DBO | HGC | ROT | HKZ | LAR | ORA | PIN | SCH | TIL |
| ----------------- | --- | --- | --- | --- | --- | --- | --- | --- | --- | --- | --- | --- |
| Amsterdam         |     | 1-7 | 4-3 | 3-2 | 3-0 | 3-1 | 1-0 | 4-2 | 3-1 | 5-1 | 2-2 | 1-1 |
| Bloemendaal       | 2-2 |     | 5-1 | 5-3 | 6-0 | 6-1 | 2-1 | 8-2 | 1-2 | 6-0 | 2-2 | 5-1 |
| Eindhoven         | 2-5 | 1-3 |     | 5-1 | 3-3 | 3-3 | 1-5 | 1-2 | 1-3 | 1-2 | 4-5 | 1-4 |
| Den Bosch         | 1-3 | 0-4 | 3-1 |     | 5-1 | 6-4 | 1-1 | 7-2 | 4-5 | 2-3 | 1-5 | 2-1 |
| HGC               | 1-5 | 2-5 | 4-0 | 3-2 |     | 1-1 | 3-2 | 2-2 | 2-6 | 3-1 | 2-4 | 1-2 |
| Rotterdam         | 3-4 | 4-6 | 1-1 | 2-4 | 1-0 |     | 4-1 | 2-0 | 2-3 | 5-3 | 2-1 | 2-3 |
| Klein Zwitserland | 4-3 | 3-2 | 5-1 | 3-3 | 3-1 | 1-1 |     | 1-1 | 5-3 | 3-1 | 1-2 | 6-2 |
| Laren             | 0-4 | 1-7 | 4-4 | 2-4 | 1-2 | 2-6 | 4-5 |     | 1-3 | 3-2 | 2-4 | 1-5 |
| Oranje Zwart      | 4-3 | 1-1 | 8-1 | 1-4 | 2-1 | 2-3 | 4-5 | 4-1 |     | 1-1 | 1-2 | 3-1 |
| Pinoké            | 1-4 | 1-7 | 1-2 | 3-2 | 4-1 | 3-2 | 1-4 | 5-1 | 1-5 |     | 1-3 | 1-3 |
| SCHC              | 2-2 | 2-3 | 7-1 | 2-3 | 1-2 | 4-2 | 3-5 | 5-1 | 5-4 | 2-2 |     | 5-4 |
| Tilburg           | 1-4 | 0-5 | 7-3 | 1-1 | 4-1 | 4-4 | 4-4 | 5-1 | 2-3 | 1-3 | 2-3 |     |

### Topscorers
| #  | Speler             | Club              | Goals |
| -- | ------------------ | ----------------- | ----- |
| 1. | Roderick Weusthof  | SCHC              | 34    |
| 2. | Taeke Taekema      | Amsterdam         | 25    |
| 3. | Richard de Snaijer | Klein Zwitserland | 21    |
| 4. | Sohail Abbas       | Rotterdam         | 20    |
| 5. | Roderik Huber      | Amsterdam         | 16    |
| 6. | Joost van den Berg | HGC               | 15    |
| 6. | Troy Elder         | Oranje Zwart      | 15    |
| 6. | Karel Klaver       | Bloemendaal       | 15    |
| 6. | Nick Meijer        | Bloemendaal       | 15    |
| 6. | Teun de Nooijer    | Bloemendaal       | 15    |

## Play-offs
Na de reguliere competitie werd het seizoen beslist door middel van play-offs om te bepalen wie zich kampioen van Nederland mag noemen.  De nummer 1 neemt het op tegen de nummer 4 en de nummer 2 neemt het dan op tegen de nummer 3. De winnaars hiervan komen in de finale.
Bloemendaal, Amsterdam, SCHC en Oranje Zwart hadden zich geplaatst voor de eindstrijd.
Eerste halve finales
| 13 mei 2006                                       |           | |                                                    |
| Oranje Zwart                                      | 3-6 (2-2) | Bloemendaal | Scheidsrechters: Roderick Wijsmuller Roel van Eert |
| 13. Paul Maas 28. Teun Rohof 40. Matthijs Brouwer |           | 8. Luke Doerner (sc) 25. Wouter Jolie (sc) 37. Jamie Dwyer 48. Luke Doerner (sc) 56. Jamie Dwyer 56. Lars Stalling | Scheidsrechters: Roderick Wijsmuller Roel van Eert |

| 13 mei 2006 |           |                                                                     |                                                       |
| SCHC | 5-3 (3-2) | Amsterdam                                                           | Scheidsrechters: Erik Klein Nagelvoort Bart de Liefde |
| 18. Roderick Weusthof 22. Roderick Weusthof (sc) 34. Rob Derikx 43. Geert-Jan Derikx (sc) 69. Roderick Weusthof |           | 7. Paul van Esseveldt 20. Taeke Taekema (sc) 48. Taeke Taekema (sc) | Scheidsrechters: Erik Klein Nagelvoort Bart de Liefde |

Tweede halve finales
| 14 mei 2006                                                                                 |           |                                                      |                                                          |
| Bloemendaal                                                                                 | 4-3 (0-3) | Oranje Zwart                                         | Scheidsrechters: Philip Schellekens Ernst-Jan van Putten |
| 55. Nick Meijer 61. Teun de Nooijer 66. Teun de Nooijer (sc) 85. Karel Klaver (golden goal) |           | 5. Rob Reckers(sc) 9. Matthijs Brouwer 13. Paul Maas | Scheidsrechters: Philip Schellekens Ernst-Jan van Putten |

| 14 mei 2006                                              |           |                           |                                                    |
| Amsterdam                                                | 3-1 (2-0) | SCHC                      | Scheidsrechters: Peter Elders Ernst-Jan van Putten |
| 18. Kristiaan Timman 20. Taeke Taekema (sc) 69. Pol Amat |           | 65. Geert-Jan Derikx (sc) | Scheidsrechters: Peter Elders Ernst-Jan van Putten |

| 18 mei 2006                                                                                                   |           |                                                     |                                                   |
| Amsterdam | 5-2 (3-2) | SCHC                                                | Scheidsrechters: Roel van Eert Philip Schellekens |
| 10. Paul van Esseveldt (sc) 23. Taeke Taekema (sc) 35. Paul van Esseveldt 50. Timo Bruinsma 57. Pol Amat (sb) |           | 2. Roderick Weusthof (sc) 29. Geert-Jan Derikx (sc) | Scheidsrechters: Roel van Eert Philip Schellekens |

Finale
| 21 mei 2006                             |           |                                                                           |                                                |
| Amsterdam                               | 2-3 (2-1) | Bloemendaal                                                               | Scheidsrechters: Michiel Brüning Roel van Eert |
| 8. Taeke Taekema (sc) 28. Roderik Huber |           | 35. Wouter Jolie (sc) 38. Lars Stalling 80. Nick Meijer (golden goal)(sc) | Scheidsrechters: Michiel Brüning Roel van Eert |

| 27 mei 2006 |           |                                                                            |                                                     |
| Bloemendaal | 0-4 (0-3) | Amsterdam                                                                  | Scheidsrechters: Rob ten Cate Erik Klein Nagelvoort |
|             |           | 6. Roderik Huber 7. Roderik Huber 21. Taeke Taekema (sc) 68. Mark Neumeier | Scheidsrechters: Rob ten Cate Erik Klein Nagelvoort |

| 28 mei 2006                                                                      |           |                                               |                                                               |
| Bloemendaal                                                                      | 3-2 (0-0) | Amsterdam                                     | Scheidsrechters: Rob ten Cate (Michiel Brüning) Roel van Eert |
| 44. Teun de Nooijer (sc) 55. Jamie Dwyer (sb) 74. Luke Doerner (golden goal)(sc) |           | 38. Taeke Taekema (sc) 68. Taeke Taekema (sc) | Scheidsrechters: Rob ten Cate (Michiel Brüning) Roel van Eert |

Bloemendaal kampioen hoofdklasse heren 2005/06.

## Promotie/Degradatie play offs
De als 10de en 11de geëindigde hoofdklassers HGC en Eindhoven moesten zich via deze play offs proberen te handhaven in de hoofdklasse. Voordaan en Kampong zijn kampioen geworden van de overgangsklasse en moeten uitmaken wie de opengevallen plaats in de hoofdklasse overneemt van Laren.
Play off rechtstreekse promotie
|             |          |           |         |  |
| 13 mei 2006 | Voordaan | 0-4 (0-1) | Kampong |  |
| 13 mei 2006 |          |           |         |  |

|             |         |           |          |  |
| 14 mei 2006 | Kampong | 5-2 (1-1) | Voordaan |  |
| 14 mei 2006 |         |           |          |  |

Kampong is gepromoveerd en Voordaan neemt het op tegen Eindhoven om promotie/handhaving. De nummers 2 van de beide overgangsklassen Hurley en HDM nemen het tegen elkaar op om te bepalen wie in de tweede serie play offs het dan op mag nemen tegen HGC.
Play off nummers 2 overgangsklasse
|             |     |           |        |  |
| 13 mei 2006 | HDM | 4-2 (2-1) | Hurley |  |
| 13 mei 2006 |     |           |        |  |

|             |        |           |     |  |
| 14 mei 2006 | Hurley | 2-1 (2-0) | HDM |  |
| 14 mei 2006 |        |           |     |  |

|             |               |                |     |  |
| 17 mei 2006 | Hurley        | 5-4 (4-4)(3-1) | HDM |  |
| 17 mei 2006 | (golden goal) |                |     |  |

HDM terug naar overgangsklasse en Hurley speelt play off tegen HGC.
Play offs tweede serie
|             |          |           |           |  |
| 20 mei 2006 | Voordaan | 1-4 (0-0) | Eindhoven |  |
| 20 mei 2006 |          |           |           |  |

|             |        |           |     |  |
| 20 mei 2006 | Hurley | 2-5 (0-4) | HGC |  |
| 20 mei 2006 |        |           |     |  |

|             |           |     |          |  |
| 21 mei 2006 | Eindhoven | 3-1 | Voordaan |  |
| 21 mei 2006 |           |     |          |  |

|             |     |     |        |  |
| 21 mei 2006 | HGC | 3-1 | Hurley |  |
| 21 mei 2006 |     |     |        |  |

HGC en Eindhoven handhaven zich in de hoofdklasse.